# Майло Батлер
Сер Майло Боутон Батлер (англ. Sir Milo Boughton Butler, 11 серпня 1906 р – 22 січня 1979) — багамський політик, який був другим генерал-губернатором Багамських островів з 1973 по 1979 рік. Помер на посаді у віці 72 років.

## Раннє життя та сім'я
Батлер народився в Нассау, Багами, 11 серпня 1905 року в родині Джорджа Рейлі Батлера та його дружини Френсіс. Він відвідував школу Джорджа Вашингтона у Флориді, державну школу в Рам-Кей і Центральну школу для хлопчиків у Нассау. У віці 17 років Батлер розпочав власний продуктовий бізнес. 14 жовтня 1928 року Батлер одружився з Керолайн Лореттою Уотсон. У них народилося семеро синів і три доньки.

## Кар'єра і смерть
Батлер увійшов у виборчу політику в 1936 році як член Прогресивно-ліберальної партії, коли він невдало балотувався проти сера Гаррі Оукса в Західному окрузі Нью-Провіденс. Хоча Батлер вважався харизматичним кандидатом, який мав підтримку виборців робітничого класу, команда Оукса нібито використовувала «сумнівні» засоби для перемоги на виборах. Наступного року Батлер був обраний до парламенту в результаті довиборів у тому ж окрузі, а в 1947 році склав свої повноваження.
Батлер похований на кладовищі поруч з англіканською церквою Святого Матвія ХІХ століття на розі вулиць Черч і Ширлі.
14 листопада 1991 року його син Майло Батлер-молодший став спікером парламенту.

## Визнання
У червні 1972 року Батлер був удостоєний звання Національного героя Багамських островів відповідно до спеціальної резолюції Почесної Палати Асамблеї. У 1973 році королева Єлизавета II призначила його кавалером Великого хреста Ордена Святого Михайла і Святого Георгія. У лютому 1975 року, після візиту королеви до Нассау, його було зроблено кавалером Великого хреста Королівського Вікторіанського Ордену. Бронзова статуя Батлера роботи багамського скульптора Рендольфа Джонсона була відкрита 22 січня 1986 року на площі Роусона в центрі Нассау. У 2018 році він був посмертно нагороджений багамським орденом Національного героя.